# Believe (album Justina Biebera)
Believe – trzeci album studyjny kanadyjskiego piosenkarza Justina Biebera. Światowa premiera albumu miała miejsce 15 czerwca 2012. 19 czerwca 2012 płyta ukazała się w Stanach Zjednoczonych i w Polsce. Pierwszy singel z płyty – „Boyfriend” – ukazał się 23 marca 2012. Drugi „As Long as You Love Me” miał swoją premierę 10 lipca 2012, a trzeci „Beauty and a Beat” wykonywany z Nicki Minaj, 12 października 2012. W Polsce album uzyskał status platynowej płyty.

## Lista utworów
Believe zawiera 13 utworów. Wersja Deluxe –  16 utworów. Wersja japońska i „Japan Tour Edition” –  17 utworów. Wersja szwedzka i edycja Spotify posiada dodatkowy utwór –  „Fairytale” (feat. Jaden Smith). Bonusową piosenką, która znajduje się na edycji iTunes jest „Love Me Like You Do”. „Believe” w ekskluzywnej wersji Claire's posiada remix piosenki „Boyfriend”. 
Wersja standardowa.
1. All Around The World (feat. Ludacris)
2. Boyfriend
3. As Long As You Love Me (feat. Big Sean)
4. Catching Feelings
5. Take You
6. Right Here (feat. Drake)
7. Fall
8. Die In Your Arms
9. Thought of You
10. Beauty and a Beat (feat. Nicki Minaj)
11. One Love
12. Be Alright
13. Believe
iTunes Bonus Track.
14. Love Me Like You Do
 Edycja Szwedzka / Spotify Bonus Track.
14. Fairytale (feat. Jaden Smith)
Claire's Exclusive Bonus Track.
14. Boyfriend (Vice Remix)
 Edycja Deluxe.
14. Out of Town Girl 
15. She Don’t Like The Lights
16. Maria
 Edycja japońska / Japan Tour Edition.
17. Just Like Them